# Георг Багатий
Георг Багатий, також Георг Бородатий (нім. Georg der Bärtige; 27 серпня 1471, Майсен — 17 квітня 1539, Дрезден) — саксонський герцог у 1500—1539 роках, син саксонського герцога Альбрехта III Веттіна. Ревний католик, противник Реформації і учасник придушення Великої селянської війни в Німеччині.

## Родина
Дружина — Барбара Ягеллонка
Діти:
- Крістоф (1497)
- Йоганн (1497—1537) — саксонський принц, спадкоємець престолу. Був одружений з Єлизаветою Гессенською, дітей не залишив.
- Вольфганг (1499—1500)
- Анна (1500)
- Крістоф (1501)
- Агнеса (1503)
- Фрідріх (1504—1539) — саксонський принц. Народився розумово відсталим. Після смерті старшого брата Йоганна став спадкоємцем престолу. Був одружений із Єлизаветою Менсфільдською, помер через чотири тижні після весілля, не залишивши нащадків.
- Крістіна (1505—1549) — дружина ландграфа Гессенського Філіппа, мала численних нащадків.
- Магдалена (1507—1534) — одружена із бранденбурзьким курфюрстом Йоакимом II Гектором, мала дітей.
- Маргарита (1508—1510)